# Scott Loach
Scott James Loach (Nottingham, 27 maggio 1988) è un ex calciatore inglese, di ruolo portiere.

## Carriera

### Club
Ha giocato nella prima e nella seconda divisione inglese.

### Nazionale
Ha partecipato agli Europei Under-21 del 2009, nei quali la sua nazionale è stata finalista perdente.
Il 10 agosto 2010 è stato convocato in nazionale da Fabio Capello per l'amichevole contro la Ungheria.